# Mason Cole
Mason Cole (Chicago, Illinois, 28 de marzo de 1996) es un jugador profesional estadounidense de fútbol americano que se desempeña en la posición de center en Pittsburgh Steelers, equipo de la National Football League (NFL).

## Carrera
Fue seleccionado en la tercera ronda en la Reunión Anual de Selección de Jugadores de la NFL de 2018. Hizo su debut profesional con el equipo Arizona Cardinals, en el cual jugó tres temporadas (2018-2021), después pasó a Minnesota Vikings (2021-2022), luego a Pittsburgh Steelers, donde lleva jugando dos temporadas.